# Traffic indication map
Traffic indication map, literalment mapa d'indicació de tràfic, també conegut com a TIM, és una eina utilitzada en les xarxes de comunicacions sense fil per a indicar la intensitat del tràfic en una determinada àrea. El TIM és un mapa que mostra la intensitat del tràfic en diferents àrees de la xarxa, permetent a l'usuari veure quines àrees estan més congestionades i evitar-les si és possible. Això pot ser útil per a millorar el rendiment de la xarxa i per a evitar problemes de congestió que poden afectar la qualitat del servei. El TIM és una eina comuna en les xarxes de comunicacions sense fil i és utilitzada per a millorar la gestió del tràfic en aquestes xarxes. Traffic indication map és una estructura emprada en les trames de manegament del protocol IEEE 802.11. La trama TIM està definida dins l'apartat 7.3.2.6 del document 802.11-1999

## Propietats
- S'empra un bitmap per a indicar a les estacions que estan escoltant si el punt d'accés (AP) té trames en el buffer per l'estació.[3]
- El punt d'accés envia una trama TIM dintre de cada trama Beacon.

## Estructura
L'estructura del TIM és la següent:
| Length | DTIM count | DTIM period | Bitmap control | Partial Virtual Bitmap |

Nota: tots els camps són d'1 byte excepte Partial Virtual Bitmap que pot ser d'1 a 251 bytes de longitud